# Batkovići (Priboj)
Batkovići (Servisch cyrillisch: Батковићи) is een plaats in de Servische gemeente Priboj. De plaats telt 153 inwoners (2002).